# Wolfgang Galinsky
Wolfgang Galinsky (* 5. Januar 1910 in Namslau / Schlesien; † 15. August 1998 in Kōbe) war ein deutscher Jurist, Oberregierungsrat und Diplomat im Range eines Botschaftsrates mit Einsätzen in Japan.

## Leben
Während seiner Schulausbildung besuchte Wolfgang Galinsky das König-Wilhelm-Gymnasium in Breslau und das Realgymnasium in Sprottau. Das Abitur legte er 1928 ab. Daraufhin begann er ein Studium der Rechtswissenschaften an der Friedrich-Wilhelms-Universität in Berlin und belegte zusätzlich einen Studienplatz für Japanisch am Seminar für Orientalische Sprachen in Berlin. Das Sprachdiplom für die japanische Sprache legte er im Februar 1932 ab. Noch im gleichen Jahr absolvierte er das Referendarexamen und wurde daraufhin im preußischen Justiz- und Verwaltungsdienst eingesetzt. Während dieser Zeit gehörte er bis 1937 der SA an. Das Assessorenexamen bestand Galinsky 1936.
Als Attaché wurde er daraufhin 1937 in das Auswärtige Amt gerufen. Sein Einsatz begann in der Politischen Abteilung in der Berliner Wilhelmstraße. Bereits im gleichen Jahr wurde er im August 1937 zum deutschen Generalkonsulat nach Osaka-Kōbe beordert. Am 21. Juni 1937 beantragte er die Aufnahme in die NSDAP und wurde zum 1. März 1939 aufgenommen (Mitgliedsnummer 7.024.444). Im Mai des gleichen Jahres endete der Einsatz und er wechselte an die Gesandtschaft nach Hsingking, die seit 1932 bestehende Hauptstadt des japanischen Marionettenstaates Mandschuko. Zum Ende des Jahres übernahm Galinsky die kommissarische Leitung des deutschen Konsulates in Harbin. Auch hier verblieb er nur wenige Monate, da er ab September 1940 dem deutschen Gesandten in Tokio Heinrich Georg Stahmer (1892–1978) für die Zeit der Verhandlungen mit der japanischen Regierung für ein Beistandsabkommen zur Verfügung gestellt war. Diese Verhandlungen wurden streng vertraulich vorbereitet, nicht einmal die Minister oder weitere Vertraute des japanischen Kabinetts waren einbezogen. Um sie auch vor der Öffentlichkeit abzuschirmen, fanden sie im Privathaus des Außenministers Matsuoka Yōsuke statt. Sie nahmen jedoch ab 7. September 1940 einen schnellen Verlauf. Selbst die außerhalb des Protokolls fixierten, fast privaten, Zusatzvereinbarungen der Verhandlungsführer Stahmer und Botschafter Eugen Ott (amtierte 1938–1942), wurden erst nach Kriegsende durch die Vernehmung der Beteiligten bekannt.  Ende Oktober 1940 kehrte Galinsky an die Gesandtschaft in Hsinking zurück. Hier wurde er im März 1942 zum Vizekonsul ernannt. Ab August führte er die Amtsbezeichnung eines Legationssekretärs. Als dann sein Einsatz in Hsinking im November 1943 zu Ende ging, wechselt Galinsky an die deutsche Botschaft in i. Hier wurde er in der Kulturabteilung eingesetzt und pflegte während dieser Zeit enge Beziehungen zur Deutschen Gesellschaft für Natur- und Völkerkunde Ostasiens (OAG).
Nach der Zerschlagung des „Dritten Reiches“ im Mai 1945 verblieb Wolfgang Galinsky in Japan. Er kümmerte sich um die Betreuung der dort lebenden deutschen Staatsangehörigen. Die damit verbundenen Aufgaben wurden 1947 abgeschlossen und er kehrte nach Deutschland zurück. Hier wurde er ab August 1948 Mitarbeiter in der Verwaltung für Ernährung, Landwirtschaft und Forsten im Vereinigten Wirtschaftsgebiet in Frankfurt am Main. Aus dieser Position heraus wurde er im April 1950 in das Bundesministerium für Ernährung, Landwirtschaft und Forsten übernommen und im September zum Oberregierungsrat ernannt. Als sich jedoch auch die internationalen Beziehungen der Bundesrepublik Deutschlands normalisierten reiste er im Frühjahr 1951 als Mitglied einer deutschen Wirtschaftsdelegation nach Japan. Bereits Anfang des Folgejahres wurde er ins neu geschaffene Auswärtige Amt einberufen. Hier trat er im Februar 1952 seinen Dienst an und wurde einen Monat später an die diplomatische Vertretung der BRD in Toko entsandt. Dort unterstützte er die Wiedereinrichtung der Botschaft der BRD. Mit der Eröffnung der Botschaft für Japan am 28. April 1952 war er zum Gesandtschaftsrat ernannt worden. Erster Botschafter der BRD in Japan war Heinrich Northe (1908–1985). Im Februar 1956 erfolgte Galinskys Ernennung zum Botschaftsrat. Seine Einsatzzeit in Tokio endete im November 1958. Nach seiner Rückkehr in Deutschland wurde er ab 1959 im Auswärtigen Amt mit der Amtsbezeichnung eines Vortragenden Legationsrates I. Klasse in der Abteilung 6 (Kultur), Referat 604 (Grundsatzfragen) eingesetzt. Erneut führte ihn dann 1963 ein Auslandseinsatz nach Japan. Im Juni 1963 übernahm er als Generalkonsul das deutsche Konsulat in Osaka-Kōbe. Dieses Amt hatte er bis 1973 inne und wurde im Juni 1973 in den Ruhestand versetzt. Doch er verblieb weiterhin in Japan. Galinsky übernahm einen Lehrauftrag an der Kansai-Universität und unterrichtete darüber hinaus als Lehrer an der Deutschen Schule in Kōbe.
Am 15. August 1998 verstarb Wolfgang Galinsky in Kōbe.

## Familie
Die Eltern von Wolfgang Galinsky waren der Amtsgerichtsrat Walter Galinsky und seine Ehefrau Eugenie, geborene Stahn.